# Байбулов, Казбек Давлетбекович
Казбек Даулетбекович Байбулов (каз. Қазыбек Дәулетбекұлы Байболов; 7 сентября 1933, Петропавловск, КазАССР — 26 марта 1994, Алма-Ата) — советский хоккеист с мячом. Мастер спорта СССР по хоккею с мячом (1961). Заслуженный тренер СССР (1975).

## Биография
Начинал свою спортивную карьеру в родном Петропавловске. Был приглашен в команду «Буревестник» (Алма-Ата), а позже — в «Динамо» (Алма-Ата). Позже играл в составе команд «СКИФ», «Буревестник». Становился пятикратным серебряным и четырехкратным бронзовым призёром чемпионатов СССР.
По окончании карьеры игрока вместе с Эдуардом Айрихом неоднократно приводил команду «Динамо» (Алма-Ата) к золотым медалям чемпионатов СССР по хоккею с мячом на льду и траве. Под руководством тренерского тандема Айрих-Байбулов «Динамо» становилось победителем розыгрыша Кубка европейских чемпионов и других международных соревнований высокого ранга.
Работал заведующим кафедрой хоккея и футбола Казахского государственного института физической культуры. Профессор (1980).
Скончался 26 марта 1994 года в Алма-Ате, похоронен там же.
Именем Байбулова назван стадион в Петропавловске.

### Достижения в качестве игрока
- Пятикратный серебряный призёр чемпионата СССР
- Четырехкратный бронзовый призёр чемпионата СССР

## Награды и звания
- Орден «Знак Почёта» (1981)
- Заслуженный тренер Казахской ССР
- Заслуженный тренер СССР
- Заслуженный работник культуры Казахской ССР